# Часовничар
Часовничар, или често сајџија, је мајстор занатлија који традиционално израђује и поправља часовнике (сатове).
Раније је часовничар израђивао и поправљао искључиво механичке часовнике самостално израђујући све потребне делове, док савремени часовничари поправљају часовнике заменом оштећених или истрошених делова новим, израђеним у фабрикама произвођача часовника. Осим механичких, часовничари поправљају електронске и електричне часовнике, а често им мењају батерије за напајање. Часовничар је обично свестран мајстор, па поправља џепне, ручне, стоне, зидне и друге часовнике.
Иначе, често употребљавани израз „сајџија“ је турцизам изведен од речи - „saat“ - сат, односно од речи (тур. saatçi) која значи часовничар, уз благу промену изговора и уз наставак „ја“ добили смо реч „сајџија“.
Поред ове речи у неким деловима бивше Југославије се користи германизам „урар“ (нем.Uhrmacher) (мајстор који поправља „уре“, јер се часовник још каже и „ура“). Назив „ура“ је изведен од немачке речи "uhr" што у преводу значи часовник. 
Часовничар ради у часовничарској радњи/радионици и користи посебан алат и прибор За часовничаре се каже да се баве занатом „хиљаде алата“, у суштини врло тачно јер сваки део часовника захтева посебан алат. На пример, пинцете - од минимално пет до пар десетина врло специјализованих, држачи механизма који се користе приликом расклапања а потом приликом склапања механизма по завршеној поправци, уређај за чишћење, уређаји за проверу хода и тачности, разних уређаја за отварање и затварање кућишта часовника, уређај за проверу херметичности кућишта, уређаја за уградњу стакла, справа за подмазивање механизама, различитих турпија, развртача различитих димензија - пречником од 0,05 мм до 5,0 мм, инструменти за тачна мерења - како малих, тако и врло малих димензија, бинокуларни стереоскопски микроскоп, неколико типова часовничарских стругова - сваки са посебном наменом и још много других крупних и ситних алата за мале и велике часовнике, справа и машина које би могли да набрајамо скоро унедоглед.

## Опрема и алат
Часовничар (сајџија) у свом раду користи, између осталог, следећу опрему и алат:
- Часовничарске одвртке или часовничарске шрафцигере
- Пинцету
- Лупу
- Монокл

Савремени часовничари поправљају и електричне часовнике па користе у раду и електричне мерне инструменте — волтметар, амперметар, омметар и слично, као и лемилицу.